# Мурзабекова, Гаухар Курманбековна
Гаухар Курманбековна Мурзабекова (род. 23 февраля 1956; Алма-Ата, Казахская ССР, СССР) — советская и казахская скрипачка, дирижёр, музыкальный педагог, профессор. Народная артистка Республики Казахстан (1995). Лауреат Государственной премии Казахстана (2012, 2023). Кавалер орденов «Парасат» (2016) и «Курмет» (2010). Основатель и художественный руководитель Государственного ансамбля классической музыки «Camerata Kazakhstan».

## Биография
Родилась в Алма-Ата 23 февраля 1956 года.
Первоначальное музыкальное образование получила в РССМШИ им. К. Байсеитовой для одарённых детей. (Алма-Ата)
Училась у Нины Патрушевой (заслуженный деятель Казахстана, профессор).
В 1980 году окончила Московскую Государственную консерваторию им. П. И. Чайковского (по классу скрипки у Д. Ойстраха и О. В. Крысы). В 1982 году — ассистентуру стажировку при Московской консерватории им. П. И.
Чайковского (О. В. Крыса).
В 1985 году лауреат Международного конкурса камерных ансамблей в Париже.
С 1982 по 1997 годы — солистка Казахской Государственной филармонии имени Джамбула (Алма-Ата).
С 1983 по 2005 годы — профессор, заведующая кафедрой струнных инструментов Казахской национальной консерватории им. Курмангазы (Алматы).
С 1997 по настоящее время — директор, художественный руководитель государственного ансамбля классической музыки «Камерата Казахстана».
В 2001 году — организатор Первого Международного конкурса молодых исполнителей (в номинации струнные инструменты).
В 2004 году — директор и председатель жюри II Международного конкурса скрипачей «EuraAsia», в жюри которого вошли Захар Брон (Германия), Сон-Джу Ли (Корея), Такаси Симидзу (Япония), Дин Чжи Нуо (Китай), Марчелло Аббадо (Италия), Эльвира Накипбекова (Великобритания), Александр Винницкий (Россия), Михаэль Стрихарж (Германия).
В 2005 году -  Проект «7 нот в тишине» - серия абонементных концертов  для школьников.               
В 2006 году -  «Камерата в деталях» - серия концертов (от дуэта до октета)-апробирование новых мини составов, «Музыка без границ» - новая концепция камерного зала «Камераты», аудитория без сцены.              
В 2007 году -  Премьера концертной программы А.Вивальди - А.Пьяццолла «8 сезонов».                    
В 2008 году - Проект  «Маленькие звездочки большого Казахстана», посвященный Дню защиты детей.              
В 2009 году - «Камерата и партнеры» - серия концертов с участием  отечественных и зарубежных солистов.
В 2010 году - «INTRABAROQUE» (старинная барочная музыка)- серия концертов с участием зарубежных исполнителей барочной  музыки.            
В 2011 году - Премьера «История солдата» И.Стравинского с солистами,чтецом и оркестром,  «Рождественские концерты» - серия музыкально- просветительских концертов.              
В 2012 году -  I Международный фестиваль камерной музыки стран СНГ и тюркоязычных стран - «Camerata Tempo».              
В 2014 году - Премьера концерта Peter Breiner «The Beatles» Четыре Кончерто Гроссо на темы песен Битлз в стиле Баха, Генделя,   Корелли и Вивальди.            
В 2016 году -  «Камерата и студенты» - серия концертов с участием лучших студентов КНК им.Курмангазы.
В 2017 году - ІІ Международный фестиваль камерной музыки «Camerata Tempo», посвященный 20-летию оркестра «Камерата Казахстана».
В 2019 году -  І Международный мастер-класс в рамках ІІІ Международного фестиваля камерной музыки «Camerata Tempo», один из дней     которого проходил с участием камерного оркестра «Камерата  Казахстана».
В 2022 году - IV-й Международный фестиваль камерной музыки «Camerata Tempo»
В 2023 году - I-й Международный конкурс скрипачей «Violinissimo».

## Творчество
- Играла в «Ансамбле старинной музыки» Святослава Рихтера с Натальей Гутман, Юрием Башметом и Олегом Каганом.
- Концертирует с такими музыкантами, как Йо-Йо Ма, Олег Крыса, Жерар Коссе, Эвелинде Тренкнер, и т. д.
- Участвовала в международных фестивалях «Пражская весна» (Чехия), «Белые ночи» в Санкт-Петербурге (Россия), «Лето во Фьезоле» (Италия), Международный фестиваль камерной музыки в Любеке (Германия), Международный музыкальный фестиваль в Анкаре (Турция).
- Гастролирует и даёт мастер-классы во Франции, Италии, Германии, Чехии, Словении, Венгрии, Югославии, России, Китае, Южной Корее, и т. д.

## Награды и звания
- 1982 — Лауреат Премии Ленинского комсомола Казахстана
- 1986 — Заслуженная артистка Казахской ССР
- 1995 — Народная артистка Республики Казахстан
- 2002 — Профессор Казахская национальная консерватория имени Курмангазы
- 2010 — Орден Курмет
- 2012 — Лауреат Государственной премии Республики Казахстан за концертные программы "А. Вивальди — А. Пьяццолла «8 сезонов», «Intrabaroque»[5].
- Орден Парасат 13 декабря 2016 года, за выдающийся вклад в развитие отечественной культуры и искусства, многолетнюю творческую деятельность, вручил президент Республики Казахстан в резиденции Акорда[6]
- Награждена  правительственными медалями и грамотами РК.
- Отличник образования Республики Казахстана
- Медаль «20 лет Астане»[7]
- 2023- Лауреат Государственной премии Республики Казахстан